# Урбане легенде 3: Крвава Мери
Урбане легенде 3: Крвава Мери (енгл. Urban Legends: Bloody Mary) амерички је натприродни слешер хорор филм из 2005. године, у режији Мери Ламберт и по сценарију Мајкла Дафертија и Дена Хариса. Главне улоге тумаче Кејт Мара, Роберт Вито, Тино Лифорд, Ед Маринаро и Лилит Филдс, док је Кејтина сестра Руни Мара имала своју дебитантску улогу у овом филму, појавивши се накратко у сцени у учионици. Филм представља тематски наставак Урбаних легенди (1998) и Урбаних легенди 2: Коначни рез (2000).
Снимање је трајало од 20. новембра до 16. децембра 2004. и одвијало се у Солт Лејк Ситију. Продукцијска кућа Sony Pictures Releasing дистрибуирала је филм директно на видео 19. јула 2005. Добио је претежно негативне оцене критичара, а на сајту Ротен томејтоуз оцењен је са 40%.
Ово је последњи део трилогије Урбане легенде.

## Радња
Три тинејџерке, Саманта, Минди и Натали, у шали покушају да призову дух Крваве Мери и наредног јутра све три су нестале. Наредног дана, оне се буде у старом напуштеном млину, без сећања шта им се догодило. Испоставља се да је Мерин дух стваран и да је повезан са ужасним злочином који се пре 35 година догодио у њиховом граду.

## Улоге
| Глумац            | Улога                |
| ----------------- | -------------------- |
| Кејт Мара         | Саманта „Сем” Овенс  |
| Роберт Вито       | Дејвид Овенс         |
| Тина Лифорд       | Грејс Тејлор         |
| Шарлин Баптиста   | млада Грејс          |
| Ед Маринаро       | Бил Овенс            |
| Мајкл Грегори Коу | Бек Џејкоби          |
| Лилит Филдс       | Мери Банер           |
| Ненси Еврхард     | Пем Овенс            |
| Одра Леа Кинер    | Хедер Томпсон        |
| Дон Шенкс         | тренер Џејкоби       |
| Џеф Олсон         | шериф Томпсон Макина |
| Нејт Херд         | Том Хигинс           |
| Брендон Сакс      | Роџер Далтон         |
| Хајли Еванс       | Марта                |
| Олесја Рулин      | Минди                |
| Одеса Реј         | Натали               |
| Хејли Макормик    | Џина Лотник          |
| Руни Мара         | ученица              |